# Evelyn Barker
Sir Evelyn Hugh Barker, né le 22 mai 1894 à Southsea et mort le 23 novembre 1983 dans le district de Mendip, est un général britannique durant la Seconde Guerre mondiale.

## Biographie

### Jeunes années
Il est le fils du Major-Général Sir George Barker. Il devient sous-lieutenant en 1913. Il rejoint le 'King's Royal Rifle Corps' durant la Première Guerre mondiale. Il participe à la première bataille d'Ypres, à la bataille de Festubert et à la bataille de la Somme. Il est envoyé à Thessalonique en 1918.
En 1919, il participe à la guerre civile russe en mer Noire. De 1936 à 1939, il sert en Palestine mandataire. Durant la Grande Révolte arabe, il sert dans la 10e brigade d'infanterie.

### Seconde Guerre mondiale
En 1939, il sert dans la 4e division d'infanterie en France. Sa division est évacuée à Dunkerque en 1940. En février 1941, il commande la 54e division d'infanterie. En avril 1943, il est nommé général et dirige la 49e division d'infanterie. Avec sa division il, participe à la Bataille de Normandie en 1944. Il participe à l'Opération Astonia.
Il est nommé lieutenant-général en novembre 1944 et commande le VIIIe corps jusqu'en juin 1945. Son corps participe à la bataille de Hambourg puis libère le camp de Bergen-Belsen.

### L'après-guerre
En 1946, il est envoyé en Palestine mandataire, où il organise notamment l'opération Agatha avant de participer à la guerre civile de 1947-1948.

## Distinctions
- Chevalier commandeur de l'Ordre du Bain